# نساء يصنعن السلام
نساء يصنعن السلام هي حركة سلام شعبية إسرائيلية، تشكلت بعد وقت قصير من حرب غزة في عام 2014. الهدف الأساسي من ذلك هو منع الحروب المستقبلية وتعزيز الحل السلمي والمحترم والمقبول من الطرفين للصراع الإسرائيلي الفلسطيني، مع المشاركة الفعالة للنساء من خلفيات سياسية ودينية متنوعة خلال جميع مراحل المفاوضات.

## الأصل
على الرغم من أن الحركة بدأت في الأصل من قبل نساء إسرائيليات، بما في ذلك ناشطة السلام فيفيان سيلفر، فقد عملت الحركة على بناء علاقات مع النساء الفلسطينيات، كما وصلت إلى كل من النساء والرجال من العديد من المناطق المحلية الأخرى والخلفيات الدينية. وقد استُلهمت هذه الفكرة من حركات نسائية مماثلة في أيرلندا الشمالية وليبيريا، حيث اتحدت نساء من ديانات مختلفة للمساعدة في حل الصراعات العنيفة. وقد جاء الإلهام أيضًا من حركة الأمهات الأربع، التي تأسست في عام 1997، والتي أثرت في نهاية المطاف على الانسحاب العسكري الإسرائيلي من جنوب لبنان. بالنسبة للألوان التي تمثل الحركة، تم اختيار اللون الأبيض ليرمز إلى السلام واللون الفيروزي، وهو مزيج من الأزرق والأخضر، ليمثل العلمين الإسرائيلي والفلسطيني.
تعتمد الحركة على هدفين رئيسيين:
1. لتشجيع مفاوضات السلام بين إسرائيل والسلطة الفلسطينية
2. لحث على تنفيذ قرار الأمم المتحدة رقم 1325 الذي "يؤكد على الدور المهم للمرأة في منع الصراعات وحلها"

## العضوية
اعتبارًا من مايو 2017، بلغ عدد أعضاء ومؤيدي حركة نساء يصنعن السلام أكثر من 20 ألفًا. يبلغ عدد الأعضاء الإسرائيليين 45000 اعتبارًا من عام 2023.
تم ترشيح منظمة نساء يصنعن السلام إلى جانب منظمة نساء الشمس وإيكوبيس لجائزة نوبل للسلام لعام 2024 من قبل الأكاديميين في جامعة أمستردام الحرة لجهودهن في بناء السلام بين الإسرائيليين والفلسطينيين. بالإضافة إلى ذلك، تم اختيار يائيل آدمي، المؤسسة المشاركة والقائدة لـ WWP، كواحدة من نساء العام 2024 وفقًا لمجلة تايم.

## أنشطتهم

#### المظاهرات والفعاليات
في عام 2014، نظمت منظمة نساء من أجل السلام رحلة قطار إلى سديروت، حضرتها ألف امرأة يرتدين اللون الأبيض، رمزًا للسلام. في العام التالي في مارس/آذار 2015، قبل الانتخابات العامة الإسرائيلية، احتج أعضاء الحركة خارج مبنى البرلمان الإسرائيلي في القدس، مطالبين السياسيين بإعطاء أولوية أكبر لمحادثات السلام في مناقشات الانتخابات العامة.
في صيف عام 2015، تم تنظيم صيام جماعي خارج المقر الرسمي لرئيس الوزراء الإسرائيلي بنيامين نتنياهو، وذلك بهدف توقيت عملية الصيام الوقائي الرمزية التي استمرت 50 يومًا لتتزامن مع الذكرى السنوية لعملية الجرف الصامد في غزة في العام السابق. شارك في الاحتجاج ما يقرب من 300 امرأة ورجل، وانضموا إلى الاحتجاج في نوبات. وفي أوائل سبتمبر/أيلول، وبعد أسبوع من انتهاء الإضراب عن الطعام، تمت دعوة أربعة أعضاء من الحركة إلى اجتماع رسمي مع نتنياهو لمناقشة إمكانية تجديد محادثات السلام مع فلسطين.
في أكتوبر/تشرين الأول 2016، شاركت أكثر من 3000 امرأة إسرائيلية وفلسطينية في مسيرة من أجل السلام من شمال إسرائيل إلى القدس ، وانتهت بتجمع أمام المقر الرسمي لرئيس الوزراء نتنياهو. وكان من بين المتحدثين في التجمع ليماه غبوي، ناشطة سلام ليبيرية وحائزة على جائزة نوبل للسلام عام 2011 والمعروفة بمساعدتها في إنهاء الحرب الأهلية الليبيرية الثانية. بعد المسيرة، تعاونت المغنية والناشطة الكندية الإسرائيلية يائيل ديكلباوم من منظمة هابانوت نيحاما مع حركة نساء يصنعن السلام لإنشاء أغنية "صلاة الأمهات"، والتي تضمنت مقاطع من خطاب غبوي. اعتبارًا من مايو 2017، حصل الفيديو الموسيقي على أكثر من 3 ملايين مشاهدة على يوتيوب.
في 18 مايو 2017، اجتمعت عضوات حركة نساء يصنعن السلام في تل أبيب استعدادًا لزيارة الرئيس الأمريكي دونالد ترامب الأولى إلى إسرائيل، حيث شكلن سلسلة بشرية تحمل عبارة "مستعدون للسلام". في خريف عام 2017، شارك ما يقرب من 30 ألف شخص في مظاهرة نظمتها حركة السلام العالمية في حديقة الاستقلال بالقدس، مما يمثل تتويجًا لمسيرة سلام استمرت أسبوعين بدأت في سديروت وعبرت إسرائيل والأراضي الفلسطينية. وقد شارك في الحدث آلاف النساء الإسرائيليات والفلسطينيات اللواتي يطالبن بالتوصل إلى اتفاق سلام. ومن بين المشاركين البارزين أدينا بار شالوم، مؤسسة كلية نسائية أرثوذكسية متطرفة، وعضو الكنيست السابق ششيف شنعان.

#### الأنشطة التعليمية والثقافية
ظلت الحركة نشطة، حيث عملت على بناء الضغط والوعي حول الحاجة إلى حل النزاعات سلميًا. منذ عام 2015، قاموا بتنظيم أكثر من 250 عرضًا للفيلم الوثائقي "صلّوا ليعود الشيطان إلى الجحيم" ، مع ترجمة باللغات العبرية والعربية والروسية. يحكي هذا الفيلم قصة كيف نجحت النساء الليبيريات، بقيادة العاملة الاجتماعية والناشطة ليما غبوي، في إنهاء عقود من العنف.
في مارس/آذار 2017، وفي حفل استقبال بمناسبة اليوم العالمي للمرأة في تل أبيب، تعهدت أكثر من اثنتي عشرة سفيرة أجنبية بدعم حركة "نساء يصنعن السلام". أعلنت شبكة الموسيقى الإسرائيلية Constant Culture في 13 مايو 2017 أنها أنتجت ألبوم تجميعي لموسيقى الرقص الإلكترونية لدعم السلام، وستذهب جميع العائدات إلى منظمة نساء يصنعن السلام.

## التعاونات
لقد تعاونوا عدة مرات مع منظمة نساء الشمس الفلسطينية، التي لديها هدف مماثل  في أواخر عام 2021 وأوائل عام 2022، عملت المجموعتان معًا على تشكيل "منصة مشتركة". في مارس 2022، اجتمعت تحالفات من كلا المجموعتين في شاطئ نيف ميدبار على البحر الميت لحضور مؤتمر سلام.
في الرابع من أكتوبر/تشرين الأول 2023، قبل أيام قليلة من عملية طوفان الأقصى والذي تضمن اغتيال مؤسس المنظمة فيفيان سيلفر على يد مسلحين من حماس، نظمت المجموعتان مسيرة سلام في القدس، من نصب التسامح إلى حي أرمون هاناتسيف .